# Vũ Đình Chí

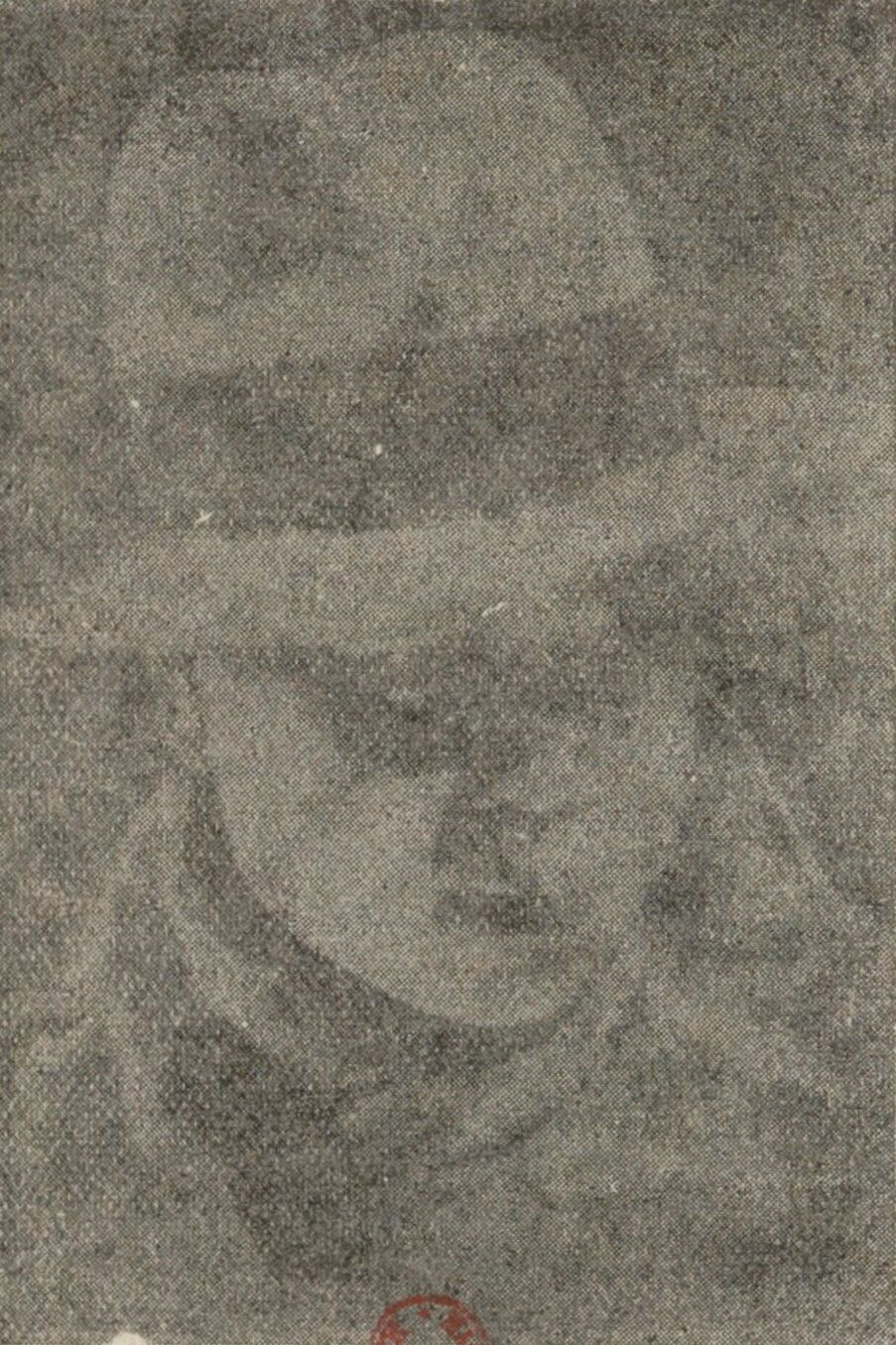
Vũ Đình Chí

Vũ Đình Chí (26 tháng 3, 1900 – 1986), thường được biết với bút danh Tam Lang, là một trong những nhà văn, nhà báo nổi tiếng của Việt Nam. Ông cùng với Vũ Trọng Phụng và Vũ Bằng là ba chàng họ Vũ nổi danh làng báo thời tiền chiến.

## Tiểu sử
Ông sinh tại Hà Nội. Ông từng học trường Sư phạm rồi bỏ dở, chuyển sang viết báo viết văn. Các bút danh: Tam Lang, Chàng Ba, Ba Phải, Linh Phượng... Ông viết cho hầu hết các báo xuất bản tại Hà Nội.
Năm 1954 ông vào Nam, sống tại Sài Gòn, làm chủ nhiệm báo Tự do, thư ký tòa soạn tờ Cách mạng Quốc gia. Năm 1958, Tam Lang ngừng làm báo, chuyển sang soạn các kịch bản chèo. Sau năm 1975, ông vẫn sống ở Thành phố Hồ Chí Minh và mất ở đó năm 1986.

## Tác phẩm chính
- Giọt lệ Sông Hương (tiểu thuyết) – 1930
- Đời Hoàng Oanh (tiểu thuyết) – 1930
- Một đêm trước (truyện ngắn) – 1931
- Tôi kéo xe (phóng sự) – 1932
- Đêm Sông Hương (phóng sự) – 1938
- Lọng cụt cán (phóng sự châm biếm) – 1939
- Người... ngợm (phóng sự châm biếm) – 1940

## Nhận xét
Thượng Sỹ, nhà phê bình nổi tiếng trước năm 1975 nói về Tam Lang: "Tam Lang đã dùng ngòi bút sắc bén diễn tả bằng một giọng văn châm biếm, tế nhị (để) đả kích mặt trái xã hội, lên án mọi bất công gây ra bởi lớp người này với người khác…"
Trong cuốn Nhà văn Việt Nam, Vũ Ngọc Phan đã nói về phóng sự "Tôi kéo xe" của Tam Lang: "...dù những nhân vật được mô tả trong thiên phóng sự 'Tôi kéo xe' đã là những xác chết thối tha, người ta cũng cần thấy cần phải khai quật cả lên..."
Cũng nhận xét về "Tôi kéo xe", Trương Tửu viết: "'Tôi kéo xe' là quyển tiểu thuyết tả chân giá trị nhất trong văn học Việt Nam hiện đại – bởi lẽ Tam Lang đã thu góp chất liệu sống cực khổ, nhọc nhằn của phu xe kéo, tác giả biết loại bỏ những đoạn kịch trá hình (détails mélodramiques) để làm gì? Để nhìn rõ: trong cặp mắt sâu hoắm như hai cái lỗ đáo ở chiếc đầu lâu, anh ta để rơi xuống đất mấy giọt nước mắt khô khan như pha lẫn máu. Những tình tiết ấy tạo thành cuốn tiểu thuyết ông có trí tưởng tượng của một thi sĩ, ông có (sự) bình tĩnh của một nhà báo – với 3 đức tính này, ông có thể trở thành một nhà văn đại tài…"
Còn Hoài Thanh nói về tác phẩm "Một đêm trước": "...ông Tam Lang không tìm cái ghê tởm ấy trong tưởng tượng, ông chỉ tả cái ghê tởm (mà) mắt ông trông thấy, cho nên lại càng làm cho người xem ghê tởm! Tôi đã có dịp nhận thấy cái đặc sắc này của văn Tam Lang trong 'Một đêm trước'."